# Castelo Craignish
O Castelo Craignish (em inglês:  Craignish Castle) é um castelo localizado em Argyll and Bute, Escócia.
Encontra-se classificado na categoria "B" do "listed building" desde 21 de junho de 1982.